# Sheetal Sheth
Sheetal Sheth, née le 24 juin 1976 à Philipsburg dans le New Jersey, est une actrice américaine d'origine indienne et de confession jaïne.

## Biographie
Elle joue une histoire saphique dans deux films de la réalisatrice Shamim Sarif, The World Unseen et I Can't Think Straight, avec la même partenaire, Lisa Ray.

## Filmographie
- 1999 : ABCD : Nina
- 2001 : American Chai : Maya
- 2001 : La princesse et le marine (TV) : Layla
- 2001 : A Pocket Full of Dreams : Sanjana
- 2001 : Wings of Hope : Kaajal Verma
- 2003 : Espions d'État (TV) : Layla (la sœur de Jamar Akil)
- 2003 : Beat Cops (TV) : Gwen Lampoor
- 2003 : Line of Fire (TV) : Fathima
- 2004 : La Vie avant tout (TV) : Shaheena
- 2004 : Indian Cowboy : Sapna
- 2004 : Cool Attitude (The Proud Family) (TV) : Radhika (voix)
- 2005 : Dancing in Twilight : Nicole
- 2005 : Looking for Comedy in the Muslim World : Maya
- 2007 : The Singles Table (TV) : Martina
- 2007 : The Trouble with Romance : Nicole
- 2007 : The World Unseen : Amina Harjan
- 2008 : I Can't Think Straight : Leyla
- 2009 : Why Am I Doing This ? : Nira
- 2010 : StaleMate : Kayleigh
- 2010 : Nip/Tuck (TV) : Aria
- 2011 : Three Veils : Nikki
- 2011 : Stalemate : Kayleigh
- 2011 : Being Bin Laden : Nabeelah
- 2011 : Royal Pains (série télévisée) : Raina Saluja
- 2011 : NCIS: Los Angeles (série télévisée) : Shari Al-Kousa
- 2011 : Johnny Bravo Goes to Bollywood (téléfilm) : Sumi - Shark (voix)
- 2012 : Yes, We're Open : Elena
- 2012 : Brickleberry (série télévisée) : Dottie
- 2012 : Reign : Fadwa
- 2013 : Blue Bloods (série télévisée) : Isabelle Nassar
- 2012-2013 : Nice Girls Crew (web-série) : Leena
- 2012-2013 : Lips (mini-série) : Rousaura
- 2013 : The Wisdom Tree : docteure Trisha Rao
- 2014 : Futurestates (série télévisée) : Evelyn Malik / Cammie Malik
- 2014 : Go North (court métrage) : Riya
- 2014 : Far Cry 4 (jeu vidéo) : la combattante rebelle / diverses voix (voix)
- 2015 : Donny! (série télévisée) : Elizabeth
- 2015 : The Garden (court) (court métrage) : Evelyn
- 2016 : Family Guy (série télévisée) : Padma (voix)
- 2017 : Grin (court métrage) : Roslyn Royce
- 2025 : Ella McCay de James L. Brooks